# 오카모토 기하치
오카모토 기하치(일본어: 岡本 喜八 1924년 2월 17일~2005년 2월 19일)은 일본의 영화 감독이다. 본명은 오카모토 기하치로(일본어: 岡本 喜八郎)이다.

## 생애
돗토리현) 요네코시(鳥取県米子市) 출신이다. 요네코 상업학교(현재의 요네코 남고등학교)를 졸업한 뒤에 상경하여, 메이지 대학 전문부 상과를 졸업한 뒤에, 1943년에 도호(東宝)에 입사하여 조감독이 된다. 그러나 전국의 악화에 의해 징집되어 마쓰도(松戸)에 있는 육군 공병학교에 입대, 도요하시(豊橋) 육군예비사관학교에서 종전을 맞이했다. 이 도요하시에 머물 당시에 공습으로 인해 많은 전우가 죽는 것을 목격하여, 전쟁에 대한 큰 분노를 가진다.
전후에 도호에 복귀하여, 마키노 마사히로(マキノ雅弘), 다니구치 센키치(谷口千吉), 나루세 미키오(成瀬巳喜男), 혼다 이시로(本多猪四郎)등에게 배운다. 1957년에 도호가 이시하라 신타로(石原慎太郎)에게 그 사람의 작품인 '젊은 짐승(若い獣)'의 감독을 하게 한다고 발표하여 조감독들이 반발, 시나리오 모집에서 1인 감독으로 승진하게 하기로 결정되어, 오카모토가 '독립 우연대(独立愚連隊, 1959년)로 일약 유망주로서 주목받아, 이래 '독립 우연대 서쪽으로(独立愚連隊西へ, 1960년)), '에부리만씨의 우아한 생활(江分利満氏の優雅な生活, 1963년)', '아아 육탄(ああ爆弾, 1964년)', '사무라이(영화)(侍, 1965년)' '일본의 가장 긴 하루(日本のいちばん長い日, 1967년)', '육탄(肉弾, 1968년)'등, 폭넓은 분야의 작품을 감독했다. 특히 '에부리만씨의 우아한 생활'이나 '육탄'은, 오카모토와 동시대의 전중파의 심경을 독특한 시니컬한 시점과 코믹한 요소를 교차하여 그린 작품으로서 오늘날까지 높게 평가받고 있으며, 생전, 오카모토 자신도 좋아하는 작품으로서 손에 꼽고 있다. 특히 '육탄'은, 키네마 순보(キネマ旬報) 베스트10 2위이면서, 모든 선고위원 만표를 받았다.